# Honitba
Honitba je pozemek, na kterém je povoleno vykonávat právo myslivosti.
Jedna honitba může obsahovat více pozemků od různých vlastníků. Pozemky, na kterých není myslivost povolena, se nazývají nehonební. Pokud honitby sousedí s městskými či vesnickými pozemky, obvykle končí na začátku zastavěných ploch, intravilánu.
Minimální výměra honitby je 500 ha, u obor minimálně 50 ha.
Specifické postavení se přisuzuje oborám a bažantnicím, které se mohou brát jako samostatná zařízení.
Podle způsobu vlastnictví se honitby dělí na vlastní a společenstevní. 

## Typy honiteb
Rozdělení na vlastní honitby a společenstva se objevilo po roce 1848, kdy vydal císař František Josef I. v Olomouci Říšský patent o myslivosti č. 154, který spojil právo myslivosti s vlastnictvím půdy.
Protože však ne každý vlastník lesa má majoritu v honebním společenstvu, tak držitelem honitby může být jiná osoba, než jsou vlastníci.
Jako vlastní honitba se označují pozemky, které jsou ve vlastnictví člověka, který na nich vykonává právo myslivosti. Od roku 1962 do roku 1992 tento druh honitby neexistoval, když bylo zákonem o myslivosti č. 23/1962 Sb. právo myslivosti odloučeno od vlastnictví pozemku a stalo se doménou organizací, jako byly státní lesy, státní statky a JZD.
Jako společenstevní honitba se označuje honitba tvořená pozemky více vlastníků, kteří se dohodli na vzniku honebního společenstva podle zákona o myslivosti. Tomuto honebnímu společenstvu je pak honitba uznána.

## Registr honiteb
Honitby schvalují úřady státní správy lesů, myslivosti a rybářství, úředně nazývané orgány státní správy myslivosti (OSSM).
Seznam honebních společenstev vede od roku 2022 Ústav pro hospodářskou úpravu lesů, což je odborná organizace Ministerstva zemědělství pro oblast lesnictví a myslivosti. Rozsah dostupných informací se řídí § 28 zákona č. 449/2001 Sb., o myslivosti.